# Triens (as)
Pour les triens mérovingiens, voir trémissis.
Le triens est une monnaie romaine en bronze dont la valeur correspondait à un tiers d'as, soit quatre onces. Il fait partie du premier système monétaire romain et a été émis sous la République, du IVe siècle à -80. Des triens d'as portant d'autres motifs ont également été émis en Ombrie et en Étrurie. Plus tard, le nom triens a été aussi fréquemment utilisé pour désigner les trémissis mérovingiens, des tiers de sou.

## Les pièces coulées

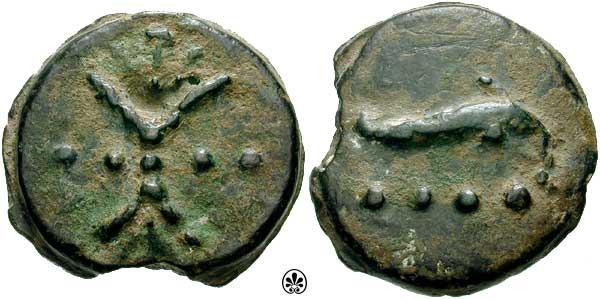
Triens romain avec la foudre sur l'avers et un dauphin sur l'envers, env. -280.

Initialement, l'as était un petit lingot de bronze de 12 onces, soit une livre romaine (324 g, as libralis). Le triens pesait alors 108 grammes et sa valeur était indiquée sur les deux faces sous la forme de quatre points symbolisant les quatre onces. Ce sont des pièces coulées. Dans la première série, le triens présentait la foudre sur le côté face et un dauphin sur l'envers. Dans la seconde série, le symbole était le même sur les deux faces: une tête de cheval.

## Les pièces frappées

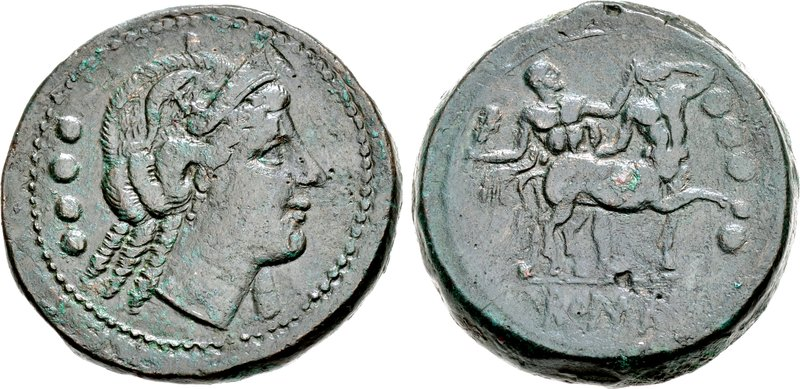
Triens romain de 38 mm et 50,90 g avec la tête de Junon sur l'avers et Hercule combattant un centaure sur l'envers, vers -217 à -215.

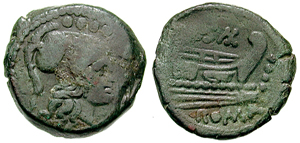
Triens romain de 8,64 g avec la tête de Minerve sur l'avers et une proue sur l'envers et deux inscriptions: ROMA en bas et SAX en haut, probablement Clovius Saxula (-169 à -158).

À partir de -280 environ, les pièces sont frappées. L'avers représente alors généralement une tête de Minerve avec un casque corinthien, le revers la proue d'une galère avec l'inscription «ROMA». Son poids diminue successivement à partir de -250 et plus fortement pendant la deuxième guerre punique (-218 à -202). En -170, il ne pèse plus que 9 grammes et seulement 4,5 grammes après -91. Il n'est plus frappé à Rome après -80 en raison d'un manque de cuivre et le système monétaire romain est désormais centré sur le denier d'argent.